# Antisemitismo en Australia
El antisemitismo en Australia es la manifestación de hostilidad, violencia, prejuicio o discriminación contra el pueblo judío o el judaísmo como un grupo religioso, étnico o racial. Esta forma de racismo ha afectado a los judíos desde que se estableció la comunidad judía en Australia en el siglo XVIII, haciéndose más pronunciada a finales del siglo XIX. Existen varias organizaciones que rastrean las actividades antisemitas, incluyendo el Executive Council of Australian Jewry, que publica una lista anual de todas las actividades antisemitas reportadas. Según la encuesta Global100 de Liga Antidifamación de 2014, un 14% de los australianos tiene puntos de vista antisemitas. El antisemitismo en Australia es perpetrado por una variedad de grupos, y se ha manifestado en ataques contra judíos australianos y sus instituciones religiosas y comunitarias, en publicaciones antisemitas y en esfuerzos para impedir la inmigración judía. Recientes aumentos, particularmente después del ataque liderado por Hamás en Israel en 2023, destacan su presencia continua. La defensa de las organizaciones judías, las medidas legislativas y la condena de los líderes políticos ilustran los esfuerzos para combatir estos problemas, aunque el antisemitismo sigue siendo una preocupación social persistente.

## Historia

### Antes de la Segunda Guerra Mundial
Según Sol Encel, los prejuicios antijudíos en Australia se remontan a la llegada de los primeros convictos británicos, ocho de los cuales eran judíos. No obstante, el período colonial se caracterizó por la ausencia del antisemitismo institucionalizado que se encontraba en Europa. En Australia, los judíos nunca fueron formalmente excluidos de profesiones, ciencias, academia y artes. A pesar de ser súbditos británicos, los judíos podían postularse para cargos políticos en los parlamentos australianos incluso antes de que fuera legal para ellos hacerlo en el Reino Unido. En el caso de la Solomon family, cuyos miembros llegaron a principios del siglo XIX y ayudaron a formar una red mercantil compuesta por judíos y no judíos, las correspondencias sobre sus esfuerzos empresariales contienen quejas ocasionales sobre el antisemitismo que experimentaron en Australia. Suzanne Rutland sostiene que el antisemitismo comenzó a ser más frecuente en el país en la década de 1880 junto con el auge del nacionalismo australiano y la campaña para establecer la Federación de Australia. Los sindicatos, políticos y los medios de comunicación mostraban hostilidad hacia el pequeño número de llegadas de judíos rusos al país. En 1915, el político del Partido Laborista, Frank Anstey, publicó un folleto titulado The Kingdom of Shylock, que incluía elementos antisemitas, algunos de los cuales eliminó en una posterior republicación. Debido a su contenido antisemita, la circulación del folleto original fue suprimida. Durante la ola de inmigración judía de 1938–39, Frank Clarke, presidente del Consejo Legislativo de Victoria, ofreció descripciones gráficas de los refugiados como "hombres con caras de rata".

### Segunda Guerra Mundial y período de posguerra
La segunda ola de refugiados judíos llegó entre 1938 y 1939 y nuevamente enfrentó una prensa australiana antisemita y declaraciones antijudías por parte de políticos. Grupos de presión como la Australian Natives' Association y la Returned and Services League of Australia lideraron resoluciones contra la inmigración judía. No obstante, el estado del antisemitismo australiano no alcanzó los niveles que se estaban dando en Europa en ese momento. Sin embargo, hubo informes de ataques antisemitas contra judíos por parte de simpatizantes nazis locales. En 1941, se reportaron propagandas antisemitas distribuidas en suburbios de Sídney. The Social Crediter, una publicación dirigida por C. H. Douglas, producida en Inglaterra y distribuida en Australia, fue acusada de promover propaganda antisemita. La división de Nueva Gales del Sur del movimiento de crédito social denunció el material antisemita de The Social Crediter. Una publicación relacionada, New Times, publicada por Eric Butler, también fue acusada de promover el antisemitismo. Después de la guerra, The Bulletin publicó caricaturas antisemitas, oponiéndose a la inmigración judía. En 1950, el Jewish Council to Combat Fascism and Anti-Semitism (JCCFAS) observó que se distribuyeron en Australia 80 000 copias de un único panfleto antisemita, y afirmó que la comunidad judía a menudo desconocía estos desarrollos. En respuesta, JCCFAS publicó y distribuyó 30,000 copias de un panfleto titulado "Anti-Semitism: A Menace to Australia". También en 1950, una sinagoga y un Talmud Torá en Carlton North fueron vandalizados por jóvenes locales.
Durante este período, Arthur Calwell, el ministro de inmigración, adoptó medidas para asegurar que los judíos no constituyeran más del 0.5% de la población del país. Calwell también detuvo toda inmigración de judíos de origen del Medio Oriente. Hubo un límite del 25% para pasajeros judíos en barcos y aviones con destino a Australia. A finales de la década de 1940, el antisemitismo australiano continuó centrándose en prevenir la inmigración judía. En 1959, Sam Goldbloom, un destacado activista y candidato laboral federal, fue blanco específico en la publicación y distribución de panfletos antisemitas. Ese mismo año, el World Jewish Congress informó que literatura antisemita producida en Australia había llegado a Turquía. En enero de 1960, se reportaron grafitis antisemitas en Melbourne, incluidos en un centro comunitario judío. El incidente fue condenado por dos arzobispos de Melbourne. También en enero de 1960, grafitis antisemitas en Canberra apuntaron a una panadería judía, y otros edificios. Más tarde, la Sinagoga Central en Sídney también fue blanco de grafitis antisemitas.

### 1980s–1990s

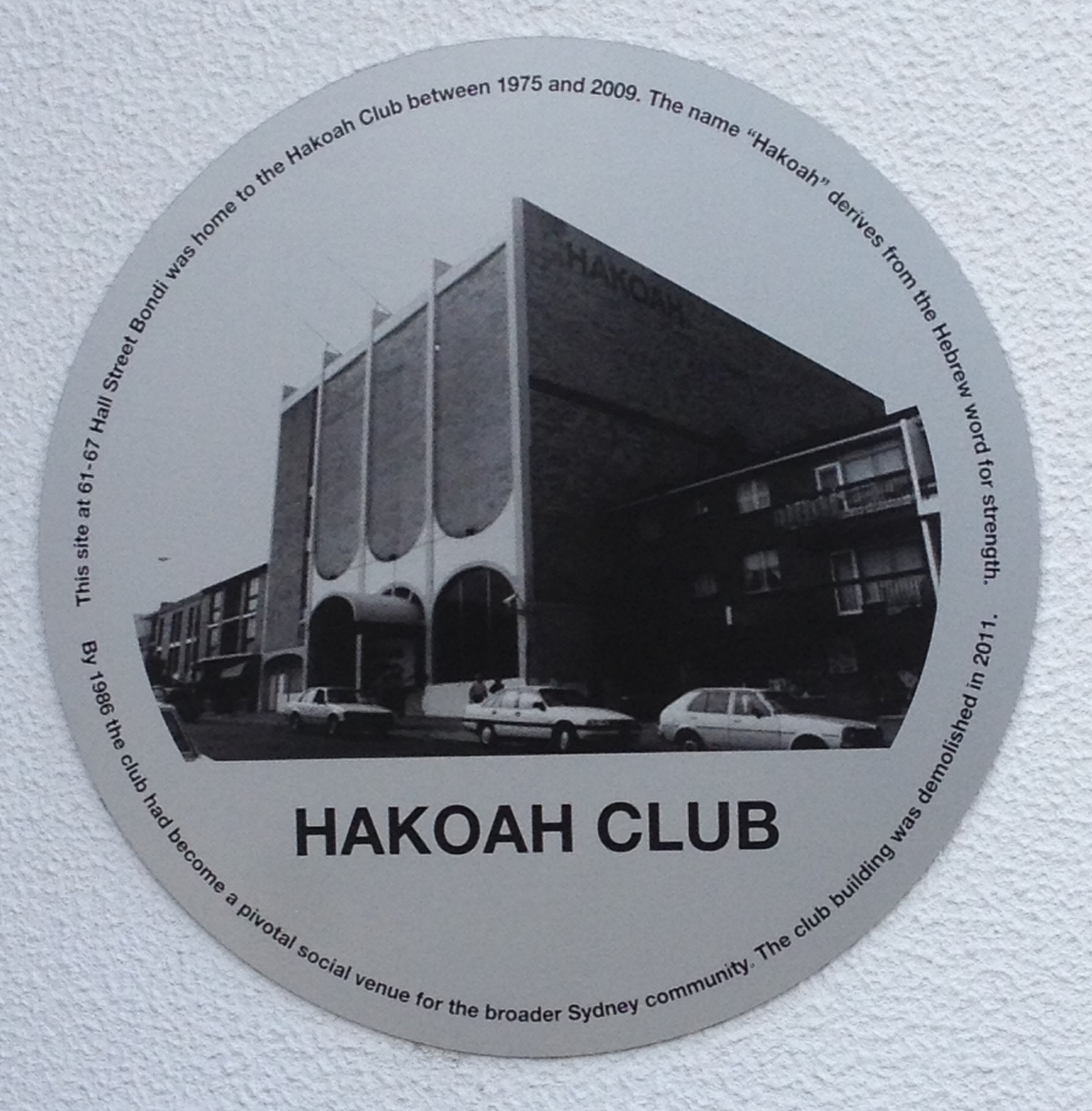
Placa pública conmemorando el Hakoah Club en Bondi, que fue objetivo de un atentado en 1982

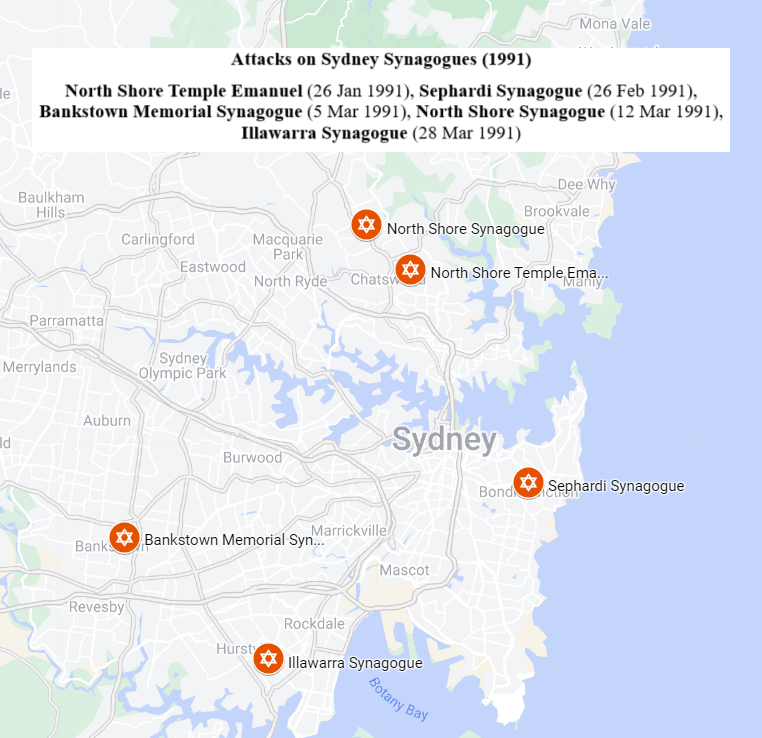
Ataques a la sinagoga de Sídney en 1991

En 1982, ocurrieron los Explosiones en el Consulado de Israel y el Club Hakoah en Sídney. En este evento, se detonó un artefacto explosivo dentro de un vehículo estacionado frente a un centro judío en Bondi, NSW. Las investigaciones iniciales de la policía llevaron al arresto de un hombre de 31 años, quien fue acusado en relación con la explosión del Hakoah Club. El caso fue llevado ante los tribunales; sin embargo, los cargos fueron retirados posteriormente por el Fiscal General de NSW. Otras amenazas contra instituciones de la comunidad judía provenientes de grupos terroristas árabes surgieron a finales de la década de 1980. En 1988, un discurso de Taj El-Din Hilaly, un destacado clérigo musulmán, en la Universidad de Sídney fue interpretado por la comunidad judía australiana como un ataque significativo contra los judíos. En una conferencia ante un grupo de estudiantes musulmanes en la universidad, Hilaly realizó declaraciones que se alineaban con importantes tropos antisemitas sobre los judíos. A pesar de la cobertura crítica posterior al incidente, Hilaly se negó a disculparse o retractar sus comentarios. Al año siguiente, el Executive Council of Australian Jewry comenzó a monitorear incidentes antisemitas en todo el país.
Ataques significativos contra sinagogas ocurrieron durante la década de 1990. Estos incluyen un ataque incendiario en 1991 contra el North Shore Temple Emanuel en North Sydney. Ese mismo año, un ataque incendiario dirigido a la Bankstown Synagogue en el oeste de Sídney resultó en la destrucción total del edificio de la sinagoga. La comunidad judía de Bankstown había estado activa desde las primeras décadas del siglo XX y había establecido su primera sinagoga en 1914. El sitio fue renovado y ahora sirve como una instalación de cuidado para ancianos de la Iglesia Unida. Varias otras sinagogas en Sídney también fueron atacadas por incendiarios ese año. Sinagogas en otras ciudades también sufrieron ataques en 1991. Se lanzaron ladrillos contra una ventana de la sinagoga en Newcastle y se colocó una cabeza de cerdo ensangrentada en la sinagoga de Brisbane. En 1993, en el aniversario de la Kristallnacht, la sinagoga de Newtown, la segunda sinagoga más antigua de Sídney, fue objeto de un ataque incendiario. En 1995, un ataque incendiario tuvo lugar en la sinagoga Adass Israel en Glen Eira (en el sureste de Melbourne). En 2024, la misma sinagoga 2024 Melbourne synagogue attack|fue atacada con bombas incendiarias, sufriendo daños significativos. También en 1995, más de 60 tumbas y lápidas en la sección judía del West Terrace Cemetery en Adelaida fueron profanadas, lo que llevó a condenas del primer ministro israelí, Yitzhak Rabin, y del primer ministro australiano, Paul Keating. Otros incidentes incluyen un ataque en 1990, donde se lanzaron bombas incendiarias contra una sinagoga en Melbourne. También se produjeron ataques a sinagogas y escuelas judías durante la década de 1990 y continuaron durante los años 2000.
| Año  | Estado              | Área local        | Sinagoga                         | Fecha                 | Incidente                    |
| ---- | ------------------- | ----------------- | -------------------------------- | --------------------- | ---------------------------- |
| 1991 | Nueva Gales del Sur | Norte de Sídney   | Templo Emanuel de la Costa Norte | 28 de enero de 1991   | Incendio provocado           |
| 1991 | Nueva Gales del Sur | Este de Sídney    | Sinagoga Sefardí                 | 26 de febrero de 1991 | Incendio provocado           |
| 1991 | Nueva Gales del Sur | Oeste de Sídney   | Sinagoga de Bankstown            | 5 de marzo de 1991    | Incendio provocado           |
| 1991 | Nueva Gales del Sur | Norte de Sídney   | Sinagoga de la costa norte       | 12 de marzo de 1991   | Incendio provocado (evitado) |
| 1991 | Nueva Gales del Sur | Sureste de Sídney | Sinagoga de Illawarra            | 28 de marzo de 1991   | Incendio provocado           |

### 2000s–2020s
Después de los ataques terroristas de 2001 en los Estados Unidos, la comunidad judía australiana se convirtió en un objetivo principal de las células terroristas de Al Qaeda. Antes de esto, el terrorismo en Australia había impactado a la comunidad judía australiana con el bombardeo de un centro judío en Sídney en 1982. En la década de 2000, las amenazas terroristas islámicas parecían ser frustradas por las autoridades australianas. Entre estas amenazas se incluía un complot de Al Qaeda para atacar los Juegos Olímpicos de 2000, la embajada israelí en Canberra, así como objetivos de la comunidad judía. El complot fue descubierto tras una redada en la casa de Jack Roche, quien sería condenado en 2004. En 2003, Bilal Khazal, un libanés australiano, ex empleado de equipajes de Qantas en el aeropuerto de Sídney y figura prominente en el Movimiento Juvenil Islámico, fue arrestado por cargos de terrorismo, incluidos la producción de propaganda que alentaba ataques contra la comunidad judía australiana.
La venta y distribución de literatura antisemita es un área de preocupación para la comunidad judía australiana. En el año 2000, la Comisión Australiana de Derechos Humanos y Oportunidad Igualitaria (HREOC) concluyó que Fredrick Töben había llevado a cabo conductas ilícitas, contraviniendo la Racial Discrimination Act (1975), al publicar material que difamaba racialmente a los judíos en el sitio web del Adelaida Institute. Töben recibió la orden de retirar los contenidos del sitio web del Adelaida Institute de internet y de no volver a publicar el contenido en público en ningún otro lugar. También se le ordenó emitir una declaración de disculpa. En los años siguientes, Töben no tuvo éxito en sus esfuerzos por apelar el fallo. En 2009, después de que el sitio web de Töben siguiera albergando material antisemita, fue condenado a tres meses de prisión por desacato al tribunal. En 2011, durante un evento de puertas abiertas en la mezquita de Lakemba, un visitante informó haber descubierto que se vendían copias de los antisemitas Los protocolos de los sabios de Sion. Ese mismo año, se informaron casos de literatura antisemita alojada por la Australian League of Rights. Los ataques contra los judíos también parecieron estar vinculados a conflictos en el extranjero, como la guerra de Israel y Gaza en 2014. Los incidentes incluyeron diversos actos de violencia y acoso a judíos en la calle, en universidades, el uso de caricaturas en periódicos que recurrían a estereotipos judíos y el uso de discursos antiisraelíes para intimidar a los judíos. El antisemitismo australiano también se vinculó a ideologías extremistas relacionadas con la pandemia de COVID-19.
Un caso notable de antisemitismo dirigido a estudiantes judíos involucra las denuncias presentadas por estudiantes judíos en el Brighton Secondary College. Estos alegaron haber enfrentado acoso y bullying antisemita extensivo y que la administración de la escuela fue notificada en múltiples ocasiones pero no tomó medidas. Los parlamentarios victorianos David Southwick y James Newbury abogaron por una investigación sobre la respuesta de la escuela. Posteriormente, exalumnos presentaron una demanda contra la escuela y alegaron que el director de la escuela, Richard Minack, se había referido a los judíos utilizando un lenguaje despectivo, y que había hablado positivamente sobre su padre, quien sirvió en el ejército alemán durante la Segunda Guerra Mundial. Otras escuelas señaladas por presuntas respuestas administrativas insuficientes al antisemitismo incluyen Lindfield Learning Village en North Sydney.

#### Ataques a sinagogas (2000–2020s)
Entre 2000 y 2023 (antes del 7 de octubre, ver abajo), las sinagogas en toda Australia fueron objeto de actos de vandalismo o incendios provocados. Los ataques ocurrieron en 2000 (Sídney, Canberra), 2001 (Canberra), 2002 (Melbourne, Sídney), 2004 (Perth), 2005 (Melbourne, Newcastle), 2006 (Sídney) 2008 (Melbourne, Sídney), 2010 (Perth), 2011 (Brisbane), 2016 (Sídney), 2018 (Canberra), 2019 (Brisbane), 2020 (Launceston), 2022 (Melbourne, Launceston), y 2023 (Maitland).
Otros incidentes antijudíos relacionados con sinagogas han salido a la luz pública. En un caso, en 2017, la probabilidad de ataques contra sinagogas australianas llevó a un consejo de Nueva Gales del Sur a bloquear la construcción de una nueva sinagoga por preocupaciones de seguridad. En otra ocasión, una menorá pública, una gran exhibición religiosa organizada por una sinagoga de Melbourne, fue objeto de vandalismo en diciembre de 2022.
| Ciudad     | Estado                               | Años de ataque               |
| ---------- | ------------------------------------ | ---------------------------- |
| Sídney     | Nueva Gales del Sur                  | 2000, 2002, 2006, 2008, 2016 |
| Maitland   | Nueva Gales del Sur                  | 2023                         |
| Newcastle  | Nueva Gales del Sur                  | 2005                         |
| Melbourne  | Victoria                             | 2002, 2008, 2022             |
| Brisbane   | Queensland                           | 2011, 2019                   |
| Canberra   | Territorio de la Capital Australiana | 2000, 2001, 2018             |
| Perth      | Australia Occidental                 | 2004, 2010                   |
| Launceston | Tasmania                             | 2020, 2022                   |

La sinagoga Adass Israel de Melbourne fue atacada con bombas incendiarias el 6 de diciembre de 2024.

Tras el 7 de octubre de 2023, las acciones antisemitas dirigidas a sinagogas continuaron. En un incidente ocurrido el 8 de octubre de 2023 en Nueva Gales del Sur, dos individuos pasaron frente a una sinagoga y gritaron "Allahu Akbar", antes de decir que "volarían la sinagoga". El 11 de octubre de 2023, en Melbourne, una sinagoga recibió una amenaza de bomba. El 23 de noviembre de 2023, en Australia Occidental, un individuo arrojó dos vasos de pintura roja contra una sinagoga. En diciembre de 2023, se hicieron falsas amenazas de bomba contra varias sinagogas en toda Australia. El 25 de noviembre de 2024, manifestantes pro-palestinos dirigieron una protesta contra una sinagoga en Melbourne, donde se organizaba un panel de discusión por parte del Australian Israel and Jewish Affairs Council (AIJAC). Un altercado entre manifestantes y contramanifestantes llevó a la policía a restringir a un hombre que llevaba un kefiyeh. El 26 de noviembre de 2024, una sinagoga Jabad en St Kilda, Melbourne, fue vandalizada con grafitis pro-palestinos y antisemitas. El 6 de diciembre de 2024, una sinagoga ortodoxa en Melbourne fue incendiada deliberadamente, destruyendo libros sagrados y hiriendo a un testigo. Poco después del ataque, la primera ministra de Victoria, Jacinta Allan visitó el sitio de la sinagoga para condenar el incidente y anunciar fondos para ayudar a cubrir los costos de reconstrucción. Sin embargo, Allan abandonó el lugar abruptamente tras ser abucheada por miembros de la multitud. Tras el ataque, el primer ministro Anthony Albanese declaró que el ataque fue un acto de terrorismo, y más tarde visitó el lugar donde también enfrentó abucheos. Además, tras el ataque a la sinagoga, la Policía Federal Australiana lanzó una operación especializada para investigar el antisemitismo en Australia. La persecución de sinagogas australianas continuó después del ataque incendiario de Melbourne, con una sinagoga en el sureste de Sídney vandalizada el 10 de enero de 2025, y una sinagoga en el oeste interior de Sídney fue vandalizada el 11 de enero de 2025.